# Allapuram
Allapuram là một thị xã của quận Vellore thuộc bang Tamil Nadu, Ấn Độ.

## Nhân khẩu
Theo điều tra dân số năm 2001 của Ấn Độ, Allapuram có dân số 26.660 người. Phái nam chiếm 50% tổng số dân và phái nữ chiếm 50%. Allapuram có tỷ lệ 76% biết đọc biết viết, cao hơn tỷ lệ trung bình toàn quốc là 59,5%: tỷ lệ cho phái nam là 81%, và tỷ lệ cho phái nữ là 70%. Tại Allapuram, 11% dân số nhỏ hơn 6 tuổi.